# Georg Totschnig

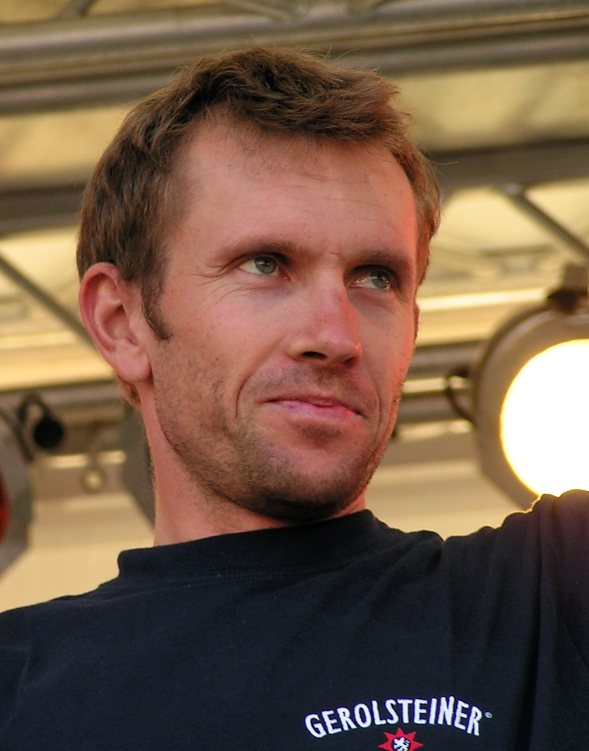
Georg Totschnig bei der Deutschland Tour 2006

Georg Totschnig (* 25. Mai 1971 in Innsbruck) ist ein ehemaliger österreichischer Radrennfahrer.

## Sportliche Laufbahn
Totschnig wurde 1989 Österreichischer Juniorenmeister im Straßenrennen und im Einzelzeitfahren sowie Zweiter der Bergmeisterschaften. 1992, 1996 und 2004 war er Teilnehmer der Olympischen Sommerspiele. 1993 gewann er Wien–Rabenstein–Gresten–Wien.
Im Jahr 1993 wechselte er von den Amateuren zu den Profis in das italienische Team Polti. Bereits in seinem ersten Profijahr gewann er die Österreich-Rundfahrt. Er bestritt mit dieser Mannschaft den Giro d’Italia 1994 und belegte den 13. Platz. Diese Leistung bestätigte er beim nächsten Giro d’Italia 1995 und wurde Neunter.
Nach drei Jahren bei Polti wechselte er 1997 zum Sieger der Tour de France 1997, Jan Ullrich, in dessen Team Telekom. Für dieses Team bestritt er die Tour de France drei Mal und wechselte, nachdem er im Jahr 2000 nicht für die Tour nominiert worden war, zum Team Gerolsteiner.
Als Kapitän des Teams Gerolsteiner für Etappenrennen belegte er beim Giro d’Italia 2002 den siebten und 2003 den fünften Rang.
Bei der Tour de France 2004 wurde er Siebter. Die hierdurch geweckten Erwartungen konnte Totschnig bei der folgenden Tour de France 2005 zunächst nicht erfüllen. Er lag in der Gesamtwertung weit zurück und wollte schon aufgeben. Die Teamleitung konnte Totschnig überreden, weiter zu fahren. Auf der 14. Etappe attackierte er nach sieben Kilometern. Am Ziel, der Bergankunft in Ax-3 Domaines, konnte er mit einer knappen Minute Vorsprung den Etappensieg und damit seinen größten Karriereerfolg erzielen.
Mit Ablauf der Saison 2006 beendete Totschnig seine Radsportkarriere. Nach seiner Laufbahn wurde Totschnig im Jahre 2009 im Rahmen der Humanplasma-Dopingaffäre bezichtigt, zur Leistungssteigerung EPO verwendet zu haben.
Totschnig ist verheiratet und Vater dreier Kinder.
Sein jüngerer Bruder Harald Totschnig war bis 2013 ebenfalls als Radrennfahrer aktiv.

## Ehrungen
Ende 2005 wurde er zum Österreichischen Sportler des Jahres gewählt. Er war damit nach Richard Menapace der zweite Radsportler, der diese Ehrung erhielt.

## Teams
- 1994–1996 Team Polti
- 1997–2000 Team Telekom
- 2001–2006 Team Gerolsteiner

## Erfolge
1993
- Österreich-Rundfahrt
- Uniqa Classic

1997

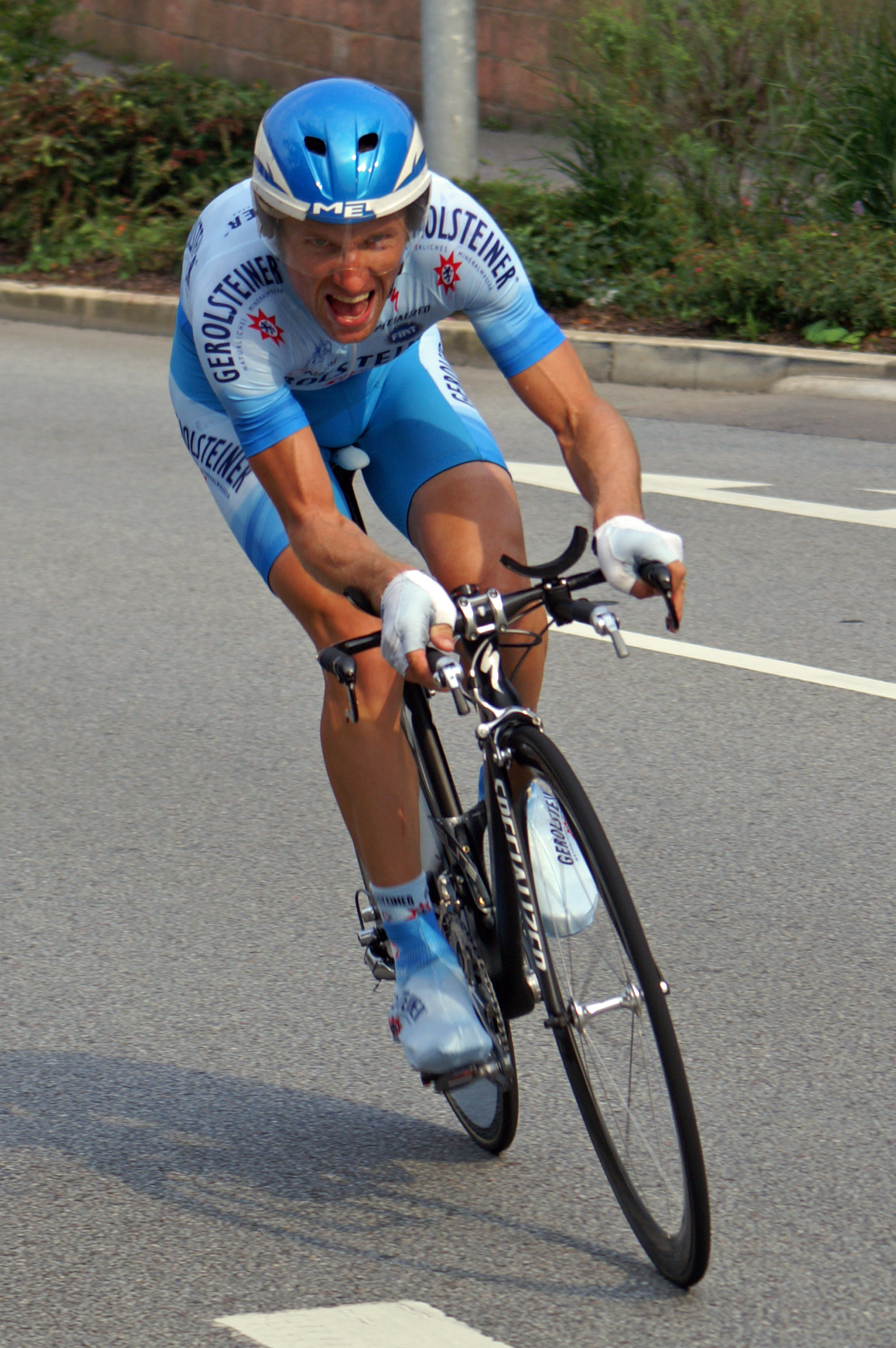
Deutschland Tour 2005

- Österreichische Straßenmeisterschaft
- eine Etappe Vuelta a Castilla y León

2000
- Österreich-Rundfahrt und eine Etappe

2001
- Österreichische Zeitfahrmeisterschaft

2002
- Österreichische Zeitfahrmeisterschaft

2003
- Österreichische Straßenmeisterschaft

2004
- eine Etappe Tour de Suisse
- Österreichische Zeitfahrmeisterschaft

2005
- eine Etappe Tour de France

## Grand-Tour-Platzierungen
| Grand Tour            | 1994 | 1995 | 1996 | 1997 | 1998 | 1999 | 2000 | 2001 | 2002 | 2003 | 2004 | 2005 | 2006 |
| --------------------- | ---- | ---- | ---- | ---- | ---- | ---- | ---- | ---- | ---- | ---- | ---- | ---- | ---- |
| Giro d’ItaliaGiro     | 13   | 9    | DNF  | –    | –    | –    | –    | –    | 7    | 5    | –    | –    | –    |
| Tour de FranceTour    | –    | 37   | –    | 34   | 27   | 20   | –    | –    | –    | 12   | 7    | 26   | 47   |
| Vuelta a EspañaVuelta | –    | –    | 6    | –    | 71   | –    | –    | –    | –    | –    | –    | –    | –    |